# Peugeot Type 103
La Peugeot Type 103 est un modèle d'automobile produit par le constructeur français Peugeot en 1908.